# 比拉特河
比拉特河（Bilate River）是埃塞俄比亞中南部的河流，在座標6°2′N 38°7′E / 6.033°N 38.117°E，向南流經東非大裂谷西面，在座標6°37′54″N 37°59′6″E / 6.63167°N 37.98500°E流入阿拜亞湖。比拉特河不能讓船隻航行，也沒有大型的支流。